# Phyllachora vilis
Phyllachora vilis är en svampart som beskrevs av Karl Starbäck 1905. Phyllachora vilis ingår i släktet Phyllachora och familjen Phyllachoraceae.   Inga underarter finns listade i Catalogue of Life.